# Loïc Liber
 (mars 2025).
Loïc Liber nait le 10 octobre 1984 en Guadeloupe.
Il s’engage dans l'armée en 2008, et rejoint le 17e Régiment du génie parachutiste de Montauban.
Il effectue une mission en Guyane.

## Tuerie de Mohammed Merah
Le 15 mars 2012, à proximité d'un distributeur de billets de la Caisse d'Épargne, il est visé par Mohammed Merah, après que celui-ci ait déjà assassiné Mohamed Farah Chamse-Dine Legouad également  militaire du 17e Régiment du génie parachutiste de Montauban, occupé à saisir son code bancaire. Alors qu'il tente de se réfugier vers l'angle du centre commercial, Loïc, s'écroule grièvement blessé par Mohammed Merah, d'une balle dans la tête et une autre au thorax.

## Séquelles
Devenu tétraplégique à la suite de l'attentat, il est hospitalisé à partir de mai 2012 dans un centre de rééducation fonctionnelle. Depuis décembre 2012, il est hospitalisé dans la région parisienne à l'hôpital d'instruction des armées (HIA) Percy à Clamart, dans les Hauts-de-Seine.

## Honneurs
Le même mois, il est promu au grade de caporal-chef.
Par un décret publié au Journal officiel le 1er janvier 2013, il est décoré de la médaille militaire.